# Hersin-Coupigny
 Hersin-Coupigny  es una población y comuna francesa, situada en la región de Norte-Paso de Calais, departamento de Paso de Calais, en el distrito de Lens y cantón de Sains-en-Gohelle.
Una ciudad agrícola situada a unos 6 millas (9,7 km) al oeste de Lens, en el cruce de las carreteras D301 y D65.

## Demografía
| 8688 | 7980 | 7500 | 7015 | 6679 | 6498 |
| Para los censos de 1962 a 1999 la población legal corresponde a la población sin duplicidades (Fuente: INSEE [Consultar]) |      |      |      |      |      |